# Hollerith-Gebäude

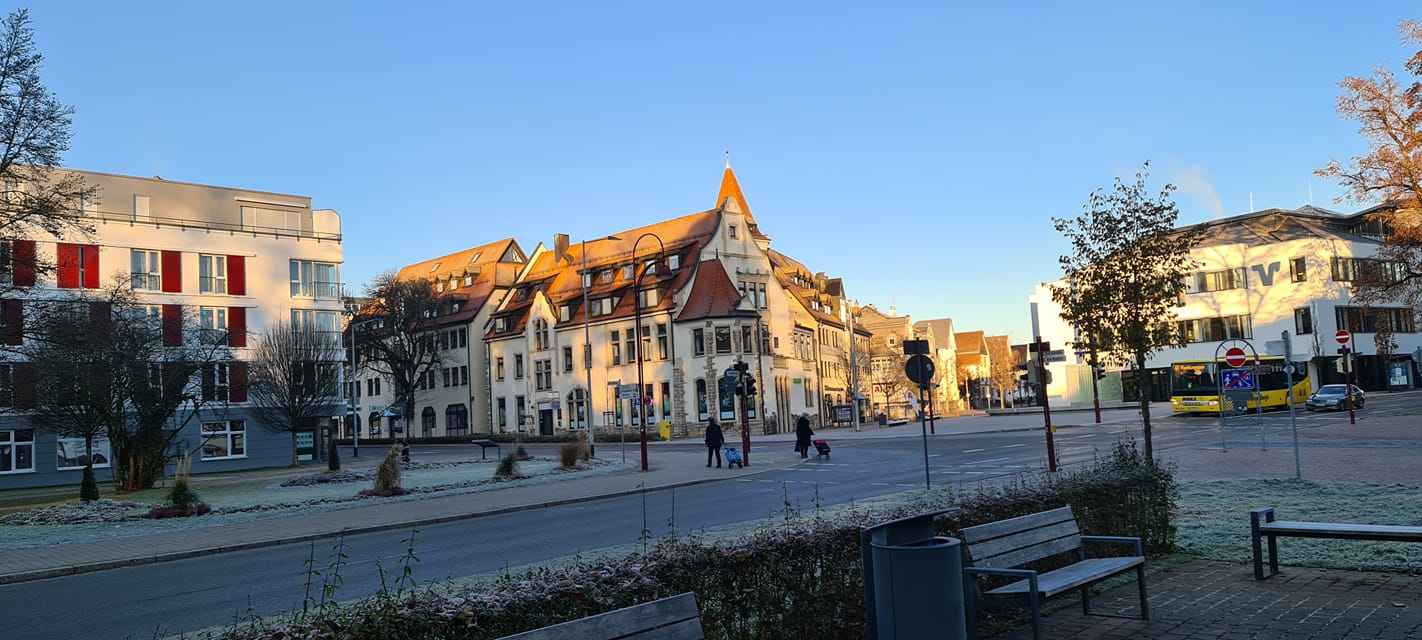

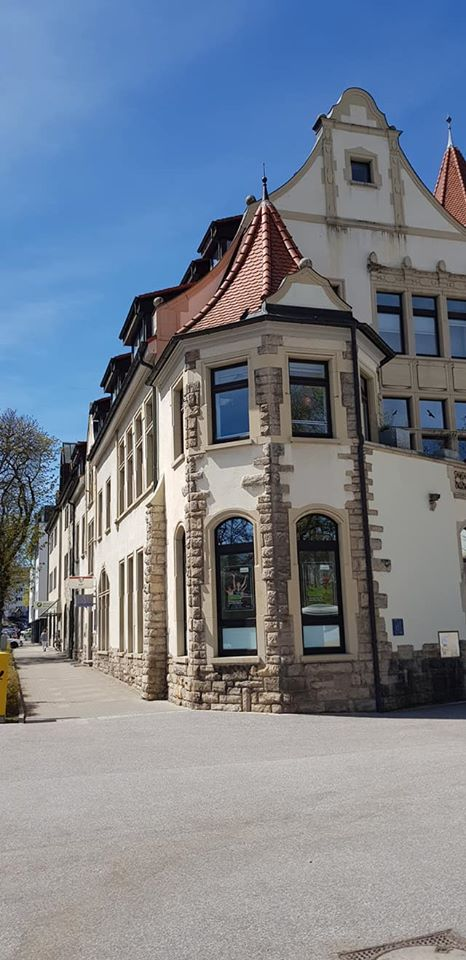

Das Hollerith-Gebäude ist ein Jugendstilhaus in Villingen-Schwenningen. Namensgeber ist die frühere Firma Hollerith, aus der IBM Deutschland hervorging.

## Hollerith
Die Firma Hollerith entwickelte bereits vor 1900 das maschinelle Hollerith-System des Karten- und Datenlesens. 1918 erkundete der Vertreter der Deutschen Hollerith-Maschinen-GmbH mit Stammsitz in Berlin das badische Villingen und kaufte das damalige Gasthaus „Zum Engel“, das heutige Hollerith-Gebäude für 10 000 Reichsmark. Firmengründer Herman Hollerith, geboren 1860 in Buffalo, gestorben 1929 in Washington, D.C., war deutsch-amerikanischer Abstammung und wurde Ingenieur und Unternehmer. Er erfand das nach ihm benannten Hollerith-Lochkarten-Verfahren zur Datenverarbeitung. Sein Hollerith-System diente ursprünglich dazu, den Krankenstand in der Bevölkerung zu erfassen, um den „Wehrzustand“ zu ermitteln. Sein System überzeugte auch das Zensus-Büro für die amerikanische Volkszählung 1890. Nach verbessertem System gründete Hollerith 1896 die Tabulating Machine Company (TMC). Nachdem Hollerith 1911 seine Gesellschaft für rund 1,21 Millionen Dollar verkaufte, fusionierte die TMC zur Computing Tabulating Recording Corporation (CTR). Weltbekannt wurde die CTR 1924, als man zu International Business Machines Corporation (IBM) umfirmierte. Somit wurde das Unternehmen „Hollerith Villingen“ zur Vorgänger-Gesellschaft der IBM Deutschland. Doch schon 1929 wurde der Standort Villingen aufgegeben.
Während Villinger Betriebe durch die Kriegswirren ab 1914 in Schieflage geraten waren, zeigte Hollerith in Villingen auf, dass Arbeitsplätzen trotz Kriegsschuld geschaffen würden und dies den Aufbruch für die Uhren- und Feinwerk-Industrie bedeuten könnte.
Das Villinger Volksblatt schrieb im Dezember 1925: „Im Schatten der wirtschaftlichen und sozialen Depressionen und der damit verbundenen politischen Instabilität macht sich ein Funken Optimismus breit: In unserer Schwarzwaldstadt haben wir ein leuchtendes Haus. Man kann nachts an ihm vorbeigehen, wann man will, das Haus ist beleuchtet. Es werden darin besondere Karten für Hollerith-Maschinen gedruckt, verwendet in den großen Industrien unseres deutschen Vaterlandes und weiter draußen in der Welt, um auf schnellstem Wege Licht und Aufklärung über im Dunkel gehüllte wichtige Fragen aller Art zu bringen. Das leuchtende Haus sendet seine hellen Strahlen ungeheuer weit.“

## Dienststellen der Stadt
Ab den 1930er Jahren gehörte das Gebäude der Stadt Villingen, die städtische Dienststellen, unter anderem das Bauamt, dort unterbrachte. Während der NS-Zeit wurde das Haus zur lokalen Verwaltung des Reichs-Arbeitsdienstes. Nach 1945 wurde es zur Unterkunft für Truppenteile der französischen Besatzungsmacht aus Nordafrika.

## 1985 an Top-Bau
1985 verkaufte die Stadt das Hollerith-Gebäude für 1,9 Millionen Mark an die Top-Bau. Das Hollerith-Gebäude wurde zu einem gelungenen Sanierungsobjekt. Heute befinden sich im Hollerith-Gebäude die Barmer und RUBY. Die Kanzlei für Erbrecht.